# Takovoorden

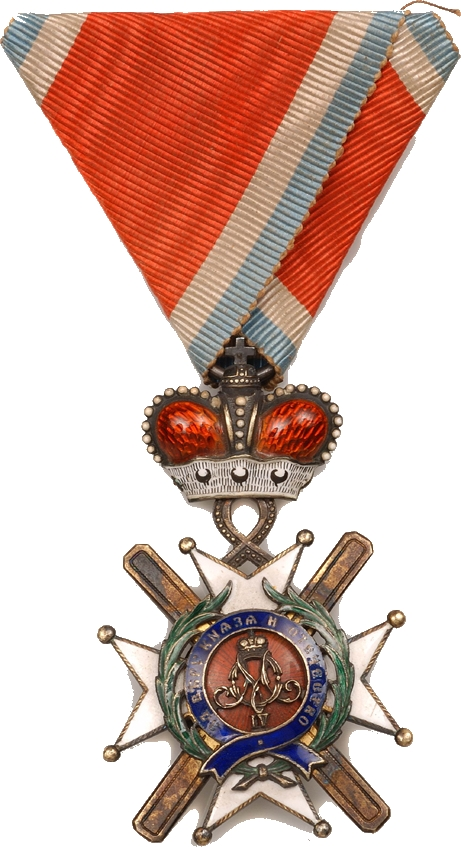
Takovoorden

Takovoorden var en serbisk orden i fem klasser instiftad den 22 maj 1865 av furst Mihajlo Obrenović III. Orden instiftades vid 50-årsjubileet av andra serbiska upproret mot det Osmanska riket som hade börjat i Takovo, Serbien. Orden upphävdes 1903.